# Лего Лигата на справедливостта: Атаката на Гибелния легион
„Лего Лигата на справедливостта: Атаката на Гибелния легион“ (на английски: Lego DC Comics Super Heroes: Justice League – Attack of the Legion of Doom) е компютърна анимация от 2015 година, базиран на марките Lego и DC Comics, в който е пуснат на 25 август 2015 г. в Blu-ray, DVD и Digital HD. Това е четвъртият филм на Lego DC Comics след „Лего Батман: Супергероите се съюзяват“ (Lego Batman: The Movie – DC Super Heroes Unite), Lego DC Comics: Batman Be-Leaguered и „Лего Лигата на справедливостта срещу Бизаро-лигата“ (Lego DC Comics Super Heroes: Justice League vs. Bizarro League).
В България е излъчен по bTV Action през 2020 г. с български войсоувър дублаж на Саунд Сити Студио. Екипът се състои от:
| Озвучаващи артисти  | Таня Димитрова Ася Рачева Илиян Пенев Кирил Ивайлов Александър Воронов |
| Преводач            | Виолета Георгиева                                                      |
| Тонрежисьор         | Евгени Желязков                                                        |
| Режисьор на дублажа | Тодор Георгиев                                                         |

През 2016 г. филмът е излъчен по HBO с дублаж от Доли Медия Студио. Екипът се състои от:
| Озвузаващи артисти  | Златина Тасева Живко Джуранов Цанко Тасев Константин Каракостов Николай Върбанов |
| Преводач            | Елена Илиева                                                                     |
| Тонрежисьор         | Евгени Манев                                                                     |
| Режисьор на дублажа | Йоанна Микова                                                                    |